# Imaginext

Logo de Imaginext

Imaginext é uma linha de brinquedos infantis de aventura, desenvolvidos e promovidos pela empresa Fisher-Price desde 2002. Seus brinquedos envolvem cenários com diversos personagens e monstros, que tal como o título sugere tem o intuito de usar as imaginação das crianças nessas aventuras com brinquedos. Cada linha apresenta um cenário diferente em mundos mitológicos como mar de piratas, terra de dinossauros, arena com samurais, entre vários outros. Também foram lançadas linhas com personagens já conhecidos como Batman e Toy Story. Ela lembra um pouco os brinquedos Lego e Playmobil.
Assim como muitas marcas de brinquedos da Mattel Imaginext também ganhou algumas animações para internet e DVDs no início da década de 2010. O primeiro deles intitulando apenas Imaginext foi lançado em 2011 e mostrava aventuras de heróis de múltiplos mundos se teletransportando ao resgate, teve apenas 7 episódios, no Brasil foi transmitido pelo Sábado Animado no SBT. O segundo desenho foi lançado em 2014 Imaginext Adventures (Aventuras Imaginext) mostrando aventuras de quatro crianças que se teleportam para mundos imaginários onde se transformam em heróis, tal como a outra também foi transmitido pelo Sábado Animado. Aparentemente esta segunda série também foi cancelada, pois depois de 2015 não foram lançados novos episódios.

## Episodios de Imaginext Adventures
- O Olho de Cristal (especial)
- O Poderoso Dino
- Incêndio na Cidade
- Somos Todos Um